# Dana Holdings
Dana Holdings (Дана Холдингз) — белорусская группа строительных компаний, основными владельцами которой считается семья сербских бизнесменов Каричей (братья Боголюб и Драгомир). Компания реализует ряд крупных девелоперских проектов в Минске. 17 декабря 2020 года на компанию «Dana Holdings»/«Dana Astra»  были наложены санкции Европейского Союза за поддержку режима Александра Лукашенко.

## Структура
Группа состоит из трёх основных компаний, зарегистрированных в одном здании (Минск, ул. Петра Мстиславца, 9):
- СООО «Белинте-Роба» — зарегистрирована в 2004 году, в 2020 году переименована в ООО «Дубай Вотер Фронт»[3];
- ИООО «Дана Астра» — зарегистрирована в 2010 году[4];
- ИООО «Зомекс Инвестмент» — зарегистрирована в 2008 году, в 2020 году переименована в ООО «Эмирейтс Блю Скай»[5].

Всего в состав холдинга, как считается, входит 6 компаний.

## Деятельность
Группа компаний начала деятельность в Минске в конце 2000-х годов, построив на нескольких разрозненных участках типовые панельные дома, которые получили собственные имена в честь известных композиторов («Моцарт», «Шопен», «Бетховен»).

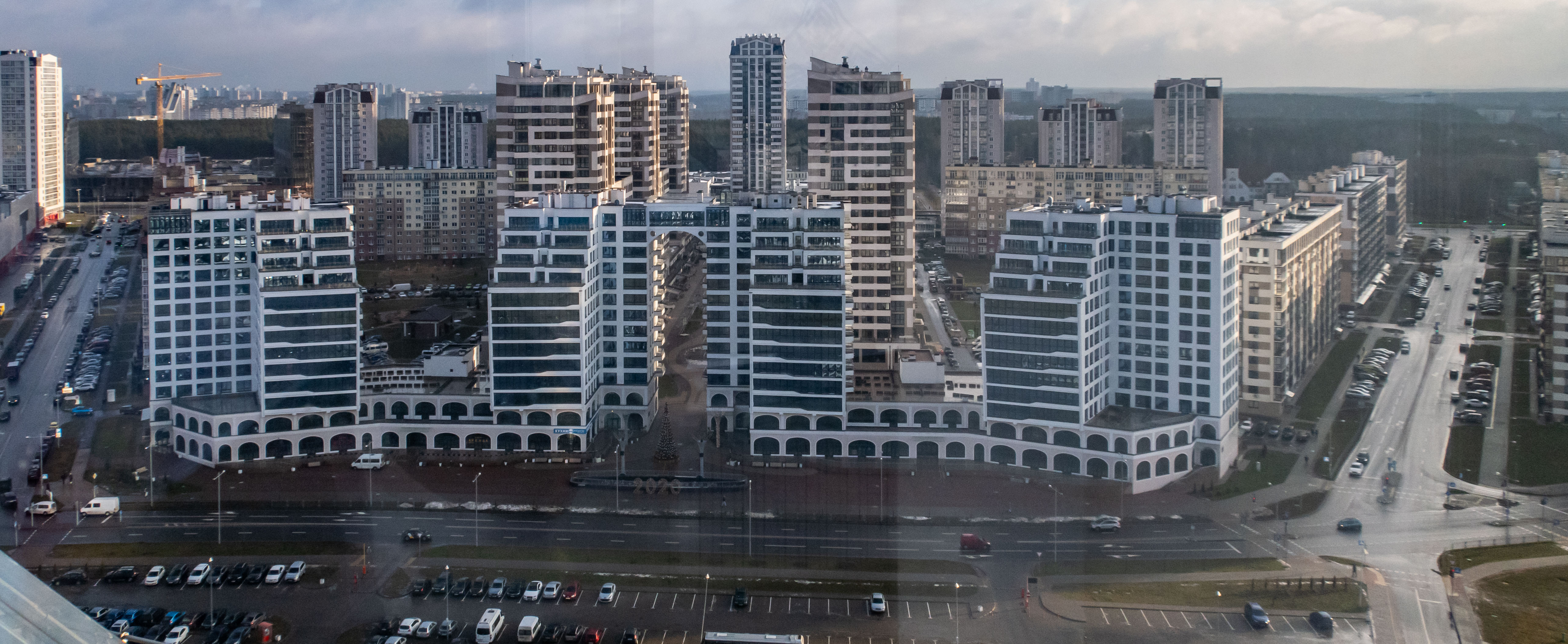
Панорама центральной части «Маяка Минска»

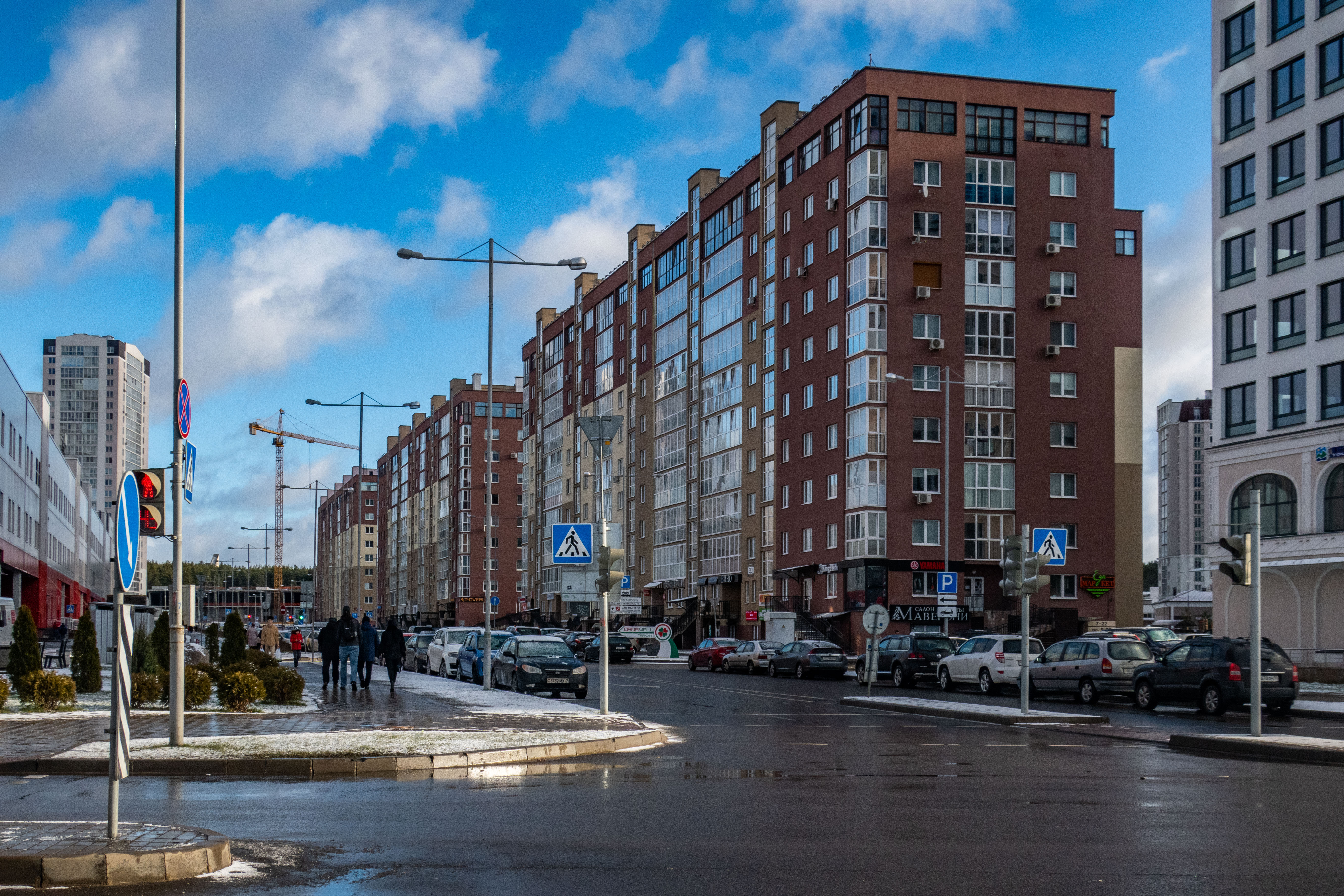
«Маяк Минска», первая очередь

С 2008 года группа компаний застраивает комплекс «Маяк Минска». В 2008 году СООО «Зомекс Инвестмент» получило для застройки большой пустырь (47 га, по другой информации — 55 га) в непосредственной близости от Национальной библиотеки Беларуси и станции метро «Восток». Первоначальным проектом комплекса «Маяк Минска» (первоначальное название — «Восточные ворота») предусматривалось создание системы каналов с гондолами, садов и зелёных террас, благоустройство территории, а в качестве архитектурной доминанты предусматривалось строительство 300-метровой башни, имитирующей маяк. В компании заявляли, что новый комплекс будет аналогом Дубая, Макао и Лас-Вегаса. Заявлялось о намерении построить «крупнейший в Европе аквапарк» площадью 40 тыс. м². Всего компания намеревалась построить, по разным данным, 950 тыс. м² или 1 млн м² недвижимости, включая сотни тыс. м² жилья и коммерческой недвижимости. Строительство началось в ноябре 2009 года. В процессе застройки проект был серьёзно упрощён, заказчик отказался от сооружения системы каналов и аквапарка, этажность архитектурной доминанты комплекса была снижена с 78 до 25 этажей. Кроме того, были сорваны сроки реализации инвестиционного проекта (первоначально его планировалось завершить к 2014 году). Торговый центр «Dana Mall» был открыт в январе 2017 года, хотя его первая очередь в составе гипермаркета открылась осенью 2016 года.

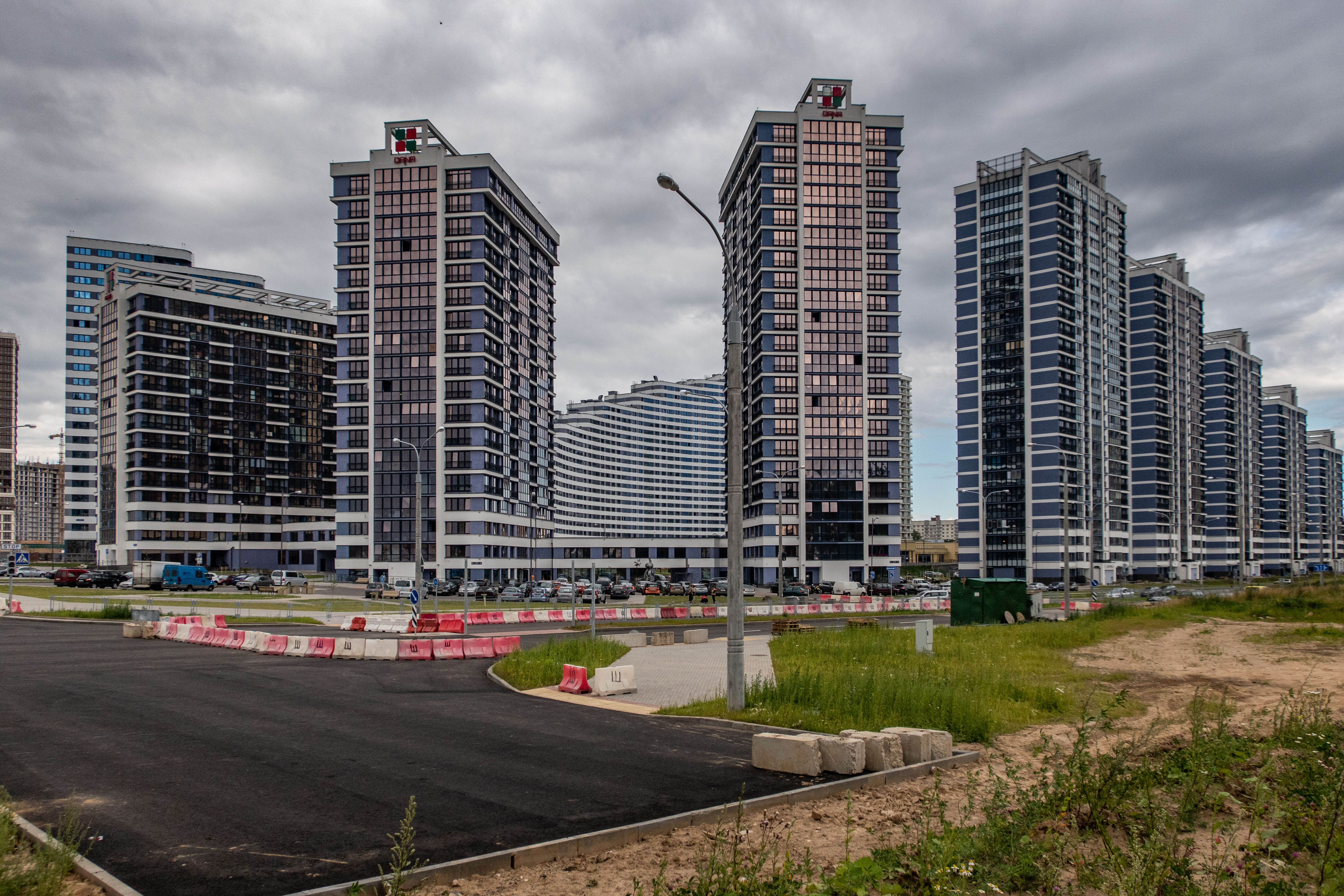
Новые дома в «Минск Мире»

С 2014 года компания застраивает комплекс «Минск-Мир», в котором планируется разместить жилые дома, офисные здания и торговый центр. 22 сентября 2014 года ИООО «Дана Астра» указом Александра Лукашенко получила без аукциона территорию аэропорта Минск-1 и прилегающие территории под застройку (более 300 га). Указ предусматривал для ИООО «Дана Астра» ряд налоговых льгот и отсрочек по их выплате (например, от налога на прибыль от реализации объектов недвижимости — до 2031 года), проведение ряда работ по подготовке территории, строительству коммуникаций и благоустройству за счёт бюджета города Минска, отсутствие компенсационных посадок деревьев и денежной компенсации. Из всей социальной инфраструктуры заказчик должен был построить одну школу и один детский сад. 20 октября 2020 года Лукашенко внёс дополнения в указ, и заказчику были предоставлены дополнительные льготы. В 2015 году капсулу в основание «Минск-Мира» заложили Александр Лукашенко и президент Сербии Томислав Николич. Планируется, что холдинг построит в «Минск Мире» 3 млн м² жилой недвижимости.

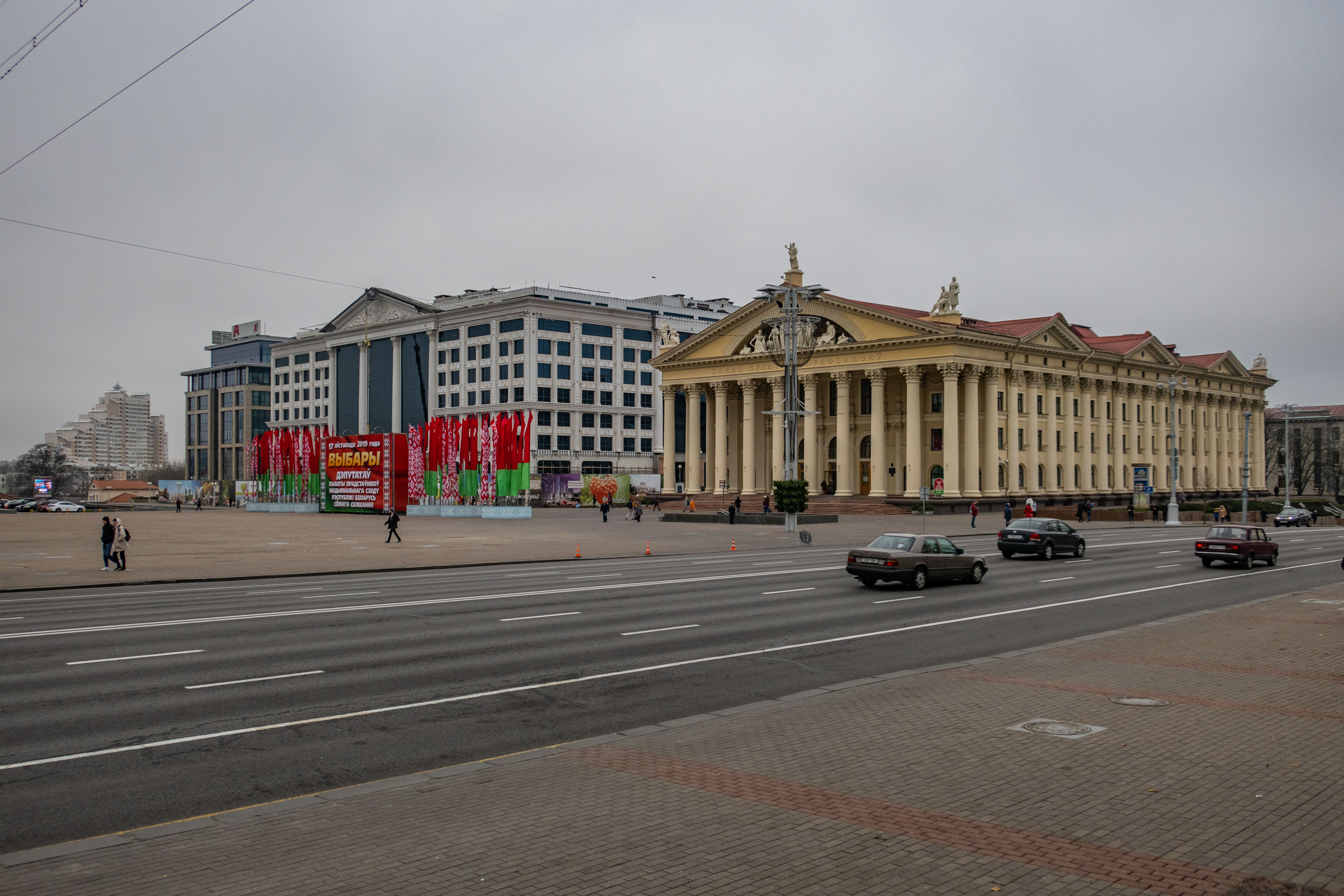
Октябрьская площадь после строительства «БК Капитал Центр» (в центре, слева от Дворца культуры профсоюзов)

28 декабря 2016 года Александр Лукашенко передал холдингу (СООО «Белинте-Роба») участок земли на одной из центральных площадей Минска, Октябрьской, на месте музея Великой Отечественной войны. Вместо сносимого музея планировалось построить офисный комплекс «БК Капитал центр» (считается, что аббревиатура БК в названии комплекса обозначает Братья Каричи). Минчане создали петицию против строительства здания, сочтя его китчевым и несоразмерным окружению. Белорусский союз архитекторов просил Министерство архитектуры и строительства рассмотреть этот проект на Республиканском архитектурно-градостроительном совете, а ряд архитекторов резко критиковал здание после публикации рендеров. Несмотря на протесты, здание было построено, и в ноябре 2020 года началась его приёмка.
По итогам 2018 года «Зомекс Инвестмент» и «Дана Астра» показали совокупную чистую прибыль в 115 млн белорусских рублей (ок. 55 млн долларов), что стало самым высоким показателем среди частных компаний после крупнейшего ритейлера «Евроторг». В 2019 году компания заложила 49% «Dana Mall» (весь торговый центр оценили в 126,6 млн долларов) под обеспечение облигаций, ещё часть этого торгового центра заложена под кредит БПС-Сбербанка. В первом полугодии 2019 года «Зомекс Инвестмент» и «Дана Астра» показали высокие показатели чистой прибыли, а рентабельность их бизнеса составляла 66,8%, что более чем в 9 раз превышало среднюю рентабельность среди всех строительных организаций. В июле 2020 года Александр Лукашенко
подписал указ, который ввёл ограничения прибыли в 5% для коммерческих застройщиков при строительстве долевым способом и с помощью жилищных облигаций, но «Dana Holdings» не попала под это ограничение.

### Критика
На компании холдинга поступали жалобы за изменение проектов в одностороннем порядке (как правило, с целью уплотнения застройки), градостроительные ошибки, срыв сроков сдачи объектов, низкое качество строительства некоторых объектов, длительное (до полутора лет) ожидание гарантийного устранения замечаний.
В 2015 году компания заявила о получении престижной архитектурной награды, которой на самом деле не получала.
В сентябре 2019 года два государственных телеканала в эфире новостей рекламировали услуги «Dana Holdings» без пометки о рекламе.
10 мая 2020 года компания без объяснения причин уволила сотрудницу, которая в своём Instagram раскритиковала решение Александра Лукашенко провести парад 9 мая в разгар пандемии коронавируса.
Руководство компании избегает общения с прессой.

## Связь с семьёй Лукашенко, международные санкции
Между семьями Каричей и Лукашенко отмечались тесные связи. В 2009 году по приглашению Драгомира Карича Александр Лукашенко посетил сербский курорт Копаоник. Карич через некоторое время стал почётным консулом Беларуси в Сербии. В конце 2010-х годов Миланка Карич, жена Боголюба Карича, наградила грамотой Союза художников Сербии Лилию Лукашенко, которая руководит художественной галереей в торговом центре «Dana Mall» в Минске. Почти одновременно «Dana Holdings» стала генеральным спонсором Национального олимпийского комитета Республики Беларусь, возглавляемого Виктором Лукашенко. В декабре 2019 года Александр Лукашенко рекламировал компанию во время визита в Сербию. Он заявил, что «Это одна из успешнейших и, наверное, богатейших фирм нашей планеты, которая создает чудо — чудесные образцы строительной отрасли». Осенью 2020 года издание «EU Observer» опубликовало расследование об имущественных связях «Dana Holdnigs» с сыном президента Виктором Лукашенко и его женой Лилией Лукашенко через кипрские оффшорные компании.
17 декабря 2020 года Совет Европейского Союза наложил санкции на «Дана Холдингс»/«Дана Астра» за поддержку режима Александра Лукашенко. Совет ЕС отметил, что компания поддерживает тесные отношения с Александром Лукашенко (в частности, его невестка Лилия Лукашенко занимает важную руководящую должность в компании) и получает большие участки земли для застройки, тем самым извлекая выгоду из существования режима. 18 декабря 2020 года в свой санкционный список компанию «Дана Холдингс» внесла Великобритания, 22 марта 2021 года — Швейцария. Албания, Исландия, Лихтенштейн, Норвегия, Северная Македония, Черногория присоединились к декабрьскому пакету санкций ЕС 26 января.
9 августа 2021 года компании «Дана Холдингс», «Дана Астра», «Дубай Вотер Фронт», «Эмирейтс Блю Скай» и один из их акционеров Небойша Карич были включены в американский список специально обозначенных граждан и заблокированных лиц.
В марте 2022 года Dana Holdings попал под санкции Японии, а «Дубай Вотер Фронт» и «Эмирейтс Блю Скай» были включены в санкционный список Канады. В октябре 2022 года санкции против «Дана Астра» и «Эмирейтс Блю Скай» ввела Украина. В июне того же года в санкционный список ЕС был включён Боголюб Карич; к санкциям против него присоединилась и Швейцария.

### Реакция на санкции
По данным Беларусского расследовательского центра, перед введением санкций ЕС у «Дана Холдингс» и её дочерних кипрских компаний появились новые владельцы, тесно связанные с Каричами. Эксперты, опрошенные OCCRP, считают, что эта сделка имеет признаки отмывания денег.
В мае 2023 года Европейский суд отклонил иск об отмене санкций ЕС против «Дана Астра».